# Karyamukti (Cililin)
Karyamukti is een bestuurslaag in het regentschap Bandung Barat van de provincie West-Java, Indonesië. Karyamukti telt 3250 inwoners (volkstelling 2010).